# Ergastoli consecutivi
Nella pratica giudiziaria, gli ergastoli consecutivi, chiamati anche condanne a vita consecutive, sono due o più condanne all'ergastolo inflitte a un criminale condannato. Questa pratica è utilizzata per garantire che il criminale non venga mai scarcerato.
Questa è una punizione comune per un imputato condannato per omicidi multipli negli Stati Uniti d'America. A seconda della giurisdizione in cui viene processato il caso, un imputato che riceve una condanna all'ergastolo può diventare idoneo alla libertà vigilata dopo aver scontato un periodo di tempo minimo, nell'ordine di 15-25 anni. Se viene imposta una pena consecutiva, l'imputato deve scontare quel minimo per ogni condanna all'ergastolo prima che possa essere concessa la libertà vigilata, con conseguente impossibilità di libertà vigilata, data la ragionevole aspettativa di vita dell'imputato. Tale pena garantisce inoltre che anche se una qualsiasi delle condanne viene annullata in appello, l'imputato deve comunque scontare le condanne per quelle rimaste in piedi senza bisogno di un nuovo processo (come presumibilmente accadrebbe se venisse emessa un'unica condanna per diversi crimini).
Altri Paesi consentono più ergastoli contemporanei che possono essere scontati contemporaneamente (ad esempio la Russia) oppure consentono più ergastoli consecutivi con una sola pena minima (ad esempio l'Australia), consentendo così il rilascio anticipato del prigioniero